# Aenictus clavatus
Aenictus clavatus é uma espécie de formiga do gênero Aenictus.